# 班達火山

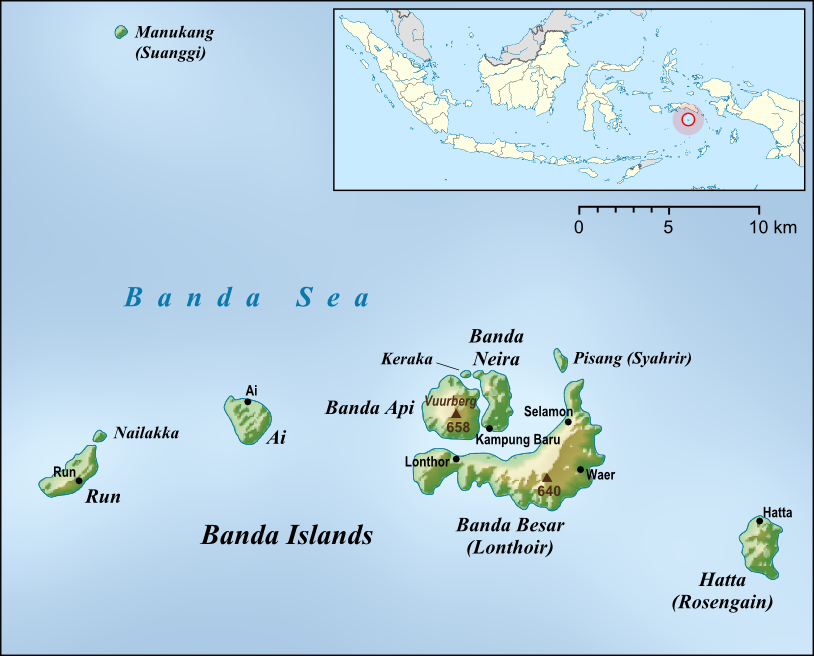
班達火山位於班達群島正中央

班達火山是一座位於印度尼西亞班達群島正中央火山島。該火山在地理大發現，即葡萄牙帝國和荷蘭王國在該地區進行香料貿易競爭時，已被歐洲人觀察到。一座7（4.3英里）寬，且大多數淹沒在海平面下的火山口位於班達火山的西北角。

## 延伸閱讀
- Alexander E. Gates and David Ritchie. . . Infobase Publishing: 25. 2006. ISBN 978-0-8160-6302-4 （英语）. ISBN 0816063028.